# Jagatsinghpur
Jagatsinghpur è una città dell'India di 30.688 abitanti, capoluogo del distretto di Jagatsinghpur, nello stato federato dell'Orissa. In base al numero di abitanti la città rientra nella classe III (da 20.000 a 49.999 persone).

## Geografia fisica
La città è situata a 20° 16' 0 N e 86° 10' 0 E e ha un'altitudine di 14 m s.l.m..

## Società

### Evoluzione demografica
Al censimento del 2001 la popolazione di Jagatsinghpur assommava a 30.688 persone, delle quali 15.942 maschi e 14.746 femmine. I bambini di età inferiore o uguale ai sei anni assommavano a 3.085, dei quali 1.689 maschi e 1.396 femmine. Infine, coloro che erano in grado di saper almeno leggere e scrivere erano 23.157, dei quali 12.924 maschi e 10.233 femmine.